# Jerzy Urbanowicz (lekarz)
Jerzy Urbanowicz (ur. 6 kwietnia 1888) – polski lekarz z tytułem doktora, major lekarz Wojska Polskiego.

## Życiorys
Urodził się 6 kwietnia 1888. Po zakończeniu I wojny światowej i odzyskaniu przez Polskę niepodległości został przyjęty do Wojska Polskiego. Został awansowany do stopnia kapitana lekarza ze starszeństwem z 1 czerwca 1919, a następnie do stopnia majora ze starszeństwem ze starszeństwem z 1 lipca 1923. W 1923 był oficerem 1 Batalionu Sanitarnego i wówczas jako oficer nadetatowy służył w Wydziale Indywidualizacji Żołnierza w Wojskowym Instytucie Sanitarnym. W 1924 był oficerem 6 Batalionu Sanitarnego i wówczas jako oficer nadetatowy służył w Szpitalu Okręgowym nr VI we Lwowie. 8 stycznia 1926 w Ognisku Oficerskim we Lwowie wygłosił wykład pt. O dyscyplinie z punktu widzenia psychologicznego. Lekarzem w Szpitalu Okręgowym nr VI we Lwowie pozostawał w 1928 pracując z tytułem doktora.
W 1928 została ujawniona tzw. „afera poborowa”, w której oskarżony został mjr dr Jerzy Urbanowicz i skazany przez sąd wojskowy na karę trzech lat pozbawienia wolności. Do wykrycia sprawy przyczynił się oficer śledczy por. żand. Józef Korytowski. Sprawa toczyła się na przełomie października i listopada 1930 przed Wojskowym Sądem Okręgowym Nr VI we Lwowie przy ulicy Zamarstynowskiej. Majorowi Urbanowiczowi zarzucono w akcie oskarżenia, że będąc ordynatorem w Szpitalu Wojskowym nr VI i pełniąc funkcję kierownika oddziału nerwowego podczas niemal dwuletniego urzędowania doprowadził do zwolnienia z obowiązku odbywania służby wojskowej kilkudziesięciu poborowych, którym wystawił zaświadczenia o niezdolności do służby wojskowej, mimo że byli zdrowi. W czasie procesu dokonano badań poborowych, z których 58 uznano za zdrowych i zdolnych do służby wojskowej. W 1932 toczył się proces 35 osób zamieszanych w sprawę afery, będących klientami i pośrednikami majora, który w tym postępowaniu występował jako świadek, przebywający na wolności po odbyciu wymierzonej kary.